# Coada Stâncii
Coada Stâncii – wieś w Rumunii, w okręgu Jassy, w gminie Ungheni. W 2011 roku liczyła 701 mieszkańców.